# علي أباد ملا علي (برخوار الشرقي)
علي أباد ملا علي (بالفارسية: علی‌آباد ملاعلی) هي قرية تقع في إيران في قسم برخوار الشرقي الريفي. يقدر عدد سكانها بـ 2,702 نسمة .